# اتحادیه باللی
اتحادیه باللی (به لاتین: Balli Union) یک منطقهٔ مسکونی در بنگلادش است که در Satkhira Sadar Upazila واقع شده‌است.